# Воджислав Шльонски
Воджѝслав Шльо̀нски (на полски: Wodzisław Śląski; на немски: Loslau; на чешки: Vladislav; на латински: Vladislavia) е град в Южна Полша, Силезко войводство. Административен център е на Воджиславски окръг. Обособен е в самостоятелна градска община с площ 49,51 км2.

## География
Градът се намира в историческата област Горна Силезия близо до границата с Чехия. Разположен е край река Лешница в Рачиборската котловина, която е част от географския макрорегион Силезка низина.

## Население
Според данни от полската Централна статистическа служба, към 1 януари 2014 г. населението на града възлиза на 48 731 души. Гъстотата е 984 души/км2.
Демография:
- 1400 – ок. 600 души
- 1550 – 1100 души
- 1692 – 675 души
- 1860 – 2408 души
- 1939 – 5300 души
- 1946 – 5110 души
- 1960 – 9043 души
- 1980 – 105 548 души
- 1991 – 112 215 души
- 1997 – 49 697 души
- 2009 – 49 386 души

## Административно деление
Административно градът е разделен на 9 района (джелници):
- Йедловник Ошедле
- Йедловник-Тужичка-Каркошка
- Кокошице
- Нове Място
- Ошедле XXX-леця-Пястов-Домбровки
- Радлин II
- Старе Място
- Вилхви
- Завада

## Спорт
Градът е дом на футболния клуб Одра (Воджислав Шльонски).

## Личности
- Адам Гавенда – полски политик
- Войчех Франк – полски политик
- Лешек Бляник – полски гимнастик
- Болеслав Коминек – полски кардинал
- Томаш Сикора – полски биатлонист
- Хуберт Грушчик – полски геолог
- Мартина Клишевска – полска актриса
- Пьотър Конечински – полски актьор
- Кшищоф Крул – полски футболист

## Фотогалерия
- Пощата
- Църква „Успение Богородично“
- Дворец
- Средновековна кула
- Сградата на староството

## Градове партньори
- Карвина, Чехия
- Sallaumines, Франция
- Гладбек, Германия
- Алания, Турция